# José Francisco de Zuvillaga y Zubillaga
José Francisco de Zuvillaga y Zubillaga (¿?-¿?) fue un arquitecto español del siglo XX, natural de Asturias.

## Carrera
En torno a los años 40 formaba parte del Colegio Oficial de Arquitectos de León, Asturias y Galicia, en su delegación de Gijón, siendo actualmente el Colegio Oficial de Arquitectos de Asturias. Tuvo especial relevancia en la reconstrucción de iglesias asturianas tras la Guerra Civil. Así, se encargó de diseñar y levantar las iglesias de San Pedro La Felguera) desde entonces uno de los templos de mayores dimensiones del Principado, la de San Andrés (El Entrego) y la de San Martín (Sotrondio), todas ellas en estilo neorrománico y con la colaboración económica de Duro Felguera y la Junta Nacional de Reconstrucción de Templos Parroquiales. Fuera de las cuencas mineras, levantó también tras la guerra la iglesia de San Bartolomé de Nava. También se ocupó de la construcción de la nueva iglesia de Nuestra Señora del Carmen de Oviedo, inaugurada en 1970 pero en un estilo totalmente diferente, basándose en el movimiento moderno. Su figura ha sido, por el momento, escasamente estudiada.